# Charlene Wittstock
Charlene od Monaka, rodnim imenom Charlene Lynette Wittstock (* Bulawayo, Zimbabve, 25. siječnja 1978.), monegaška kneginja, bivša južnoafrička olimpijska plivačica, rođena u Zimbabveu, i supruga monegaškog kneza Alberta II.

## Životopis
Kći je Michaela Kennetha Wittstocka (r. 1946.), voditelja prodaje i Lynette Humberstone (r. 1957.), bivše sportske plivačice i trenerice plivanja. Ima dvojicu mlađe braće: Garetha (r. 1980.), računalnog tehničara i Seana (r. 1983.), prodajnog predstavnika. Njena obitelj se preselila u Južnoafričku Republiku 1989. godine, kada je imala jedanaest godina. Završila je osnovnu školu Tom Newby 1991. godine u Benoniju u okolici Johannesburga.
Osvojila je tri zlatne i jednu srebrnu medalju na Sveafričkim igrama u Johannesburgu, 1999. godine. Nastupala je pojedinačno i u timu na Igrama Commonwealtha 1998. i 2002. godine. Na drugom natjecanju održanom u Manchesteru, osvojila je srebrnu medalju. Sudjelovala je sa ženskim plivačkim timom na Olimpijskim igrama u Sydneyju 2000. godine, gdje je njen tim osvojio peto mjesto.
Princa Alberta upoznala je u Monaku 2000. godine, a vezu su obznanili tijekom Zimskih olimpijskih igara u Torinu, 2006. godine. Godine 2010. objavili su zaruke, a Charlene je prešla s protestantizma na rimokatoličku vjeru. Vjenčali su se 1. srpnja 2011. godine. Godine 2014. rodila je blizance: princezu Gabriellu i nasljednog princa Jacquesa, prijestolonasljednika Monaka.